# محوطه سارمران
محوطه سارمران مربوط به سده‌های اولیه دوران‌های تاریخی پس از اسلام است و در شهرستان اسفراین، بخش مرکزی، دهستان دامنکوه، ۱۰۰ متری شرق روستای سارمران واقع شده و این اثر در تاریخ ۲ مرداد ۱۳۸۷ با شمارهٔ ثبت ۲۳۱۰۵ به‌عنوان یکی از آثار ملی ایران به ثبت رسیده است.